# Diisopropyltryptamin
Diisopropyltryptamin, även DIPT eller N,N-Diisopropyl-T, är en psykoaktiv substans som tillhör kategorin tryptaminer. 
DIPT skiljer sig från andra tryptaminer eftersom den huvudsakliga hallucinogena effekten är på hörselsinnet och inte synuppfattningen.
I Sverige föreslog Folkhälsomyndigheten år 2019 att DIPT skulle narkotikaklassas.